# Apanagyfalu

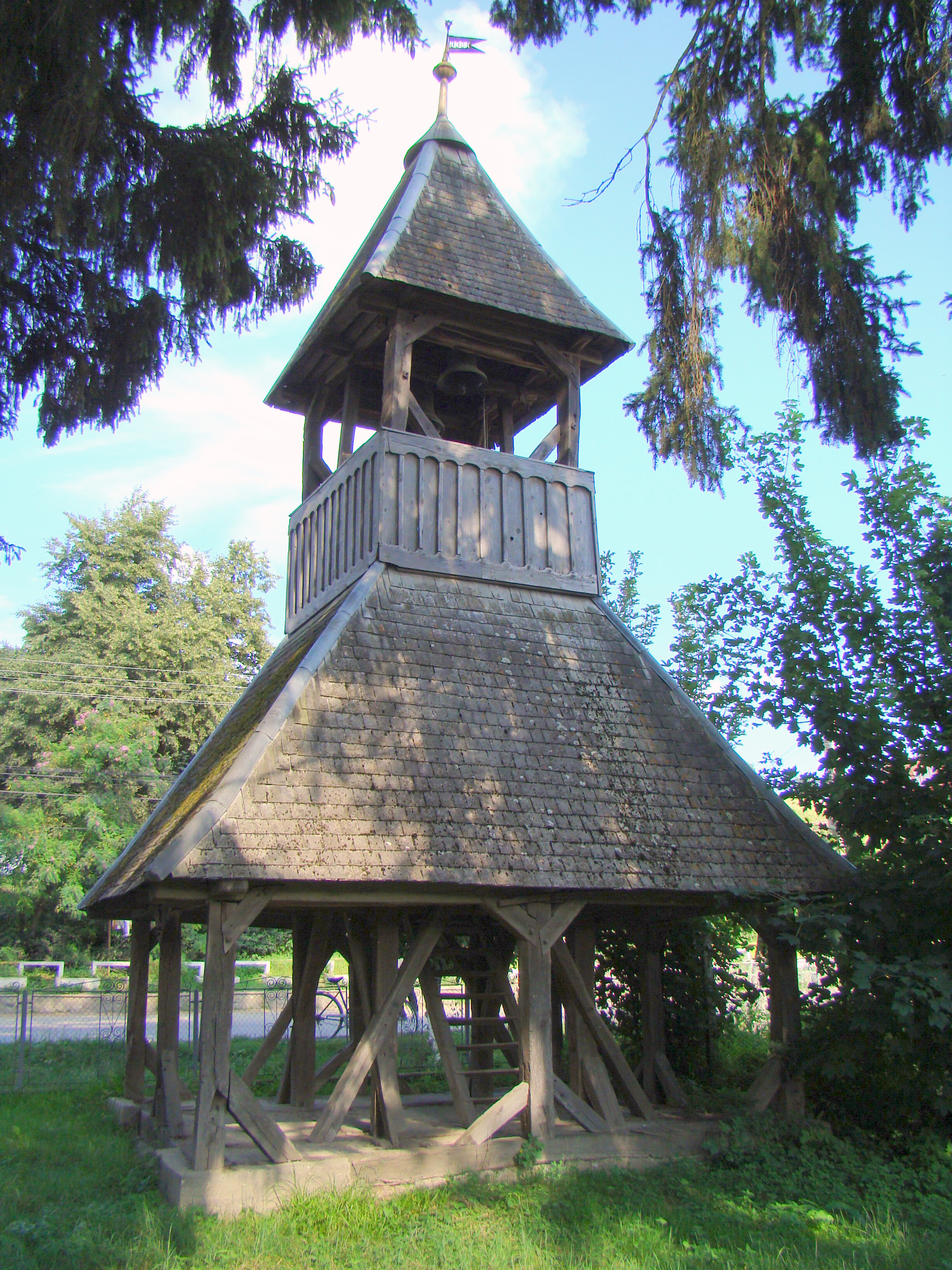
A református harangláb

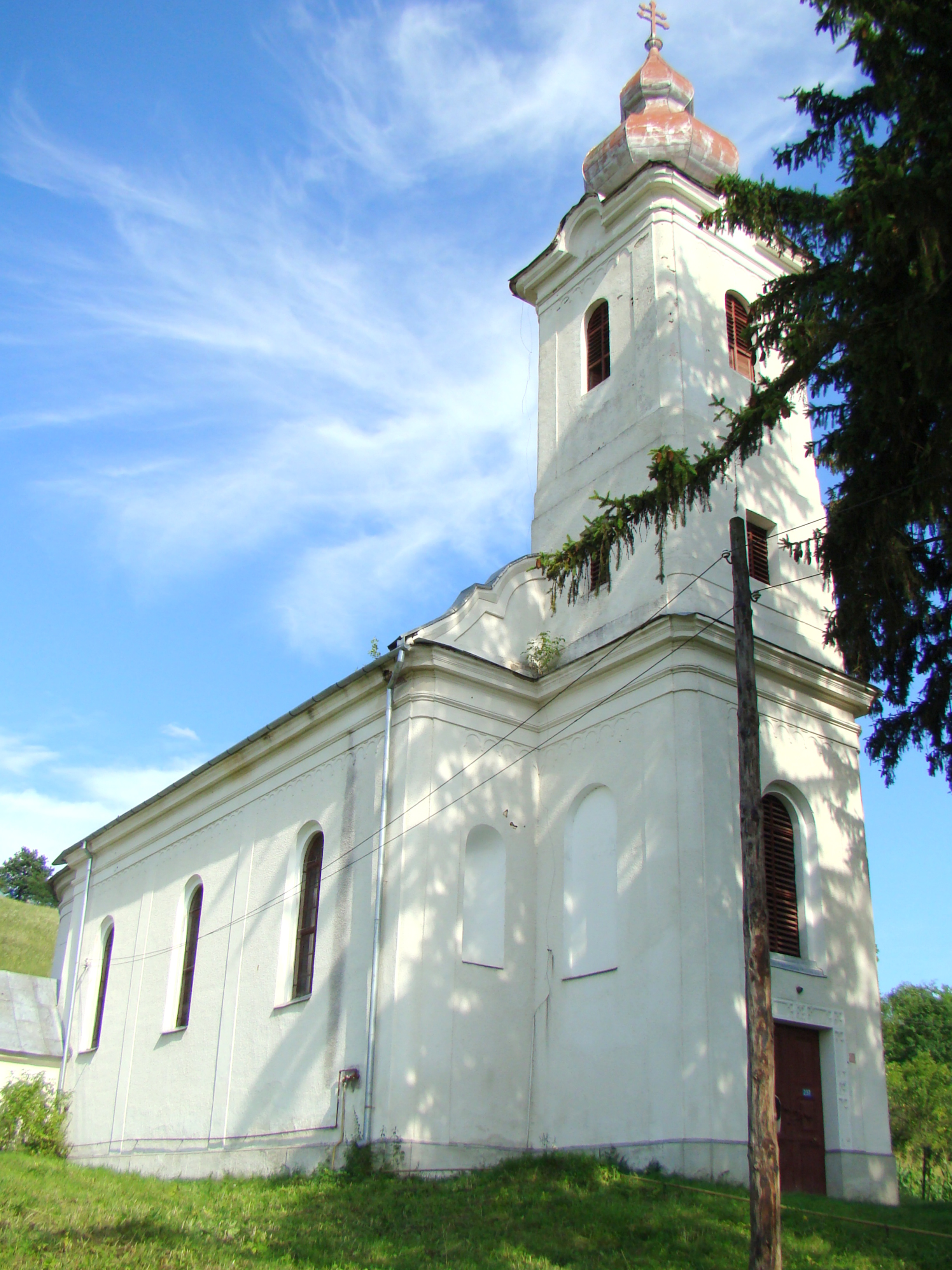
A római katolikus templom

Apanagyfalu (románul: Nușeni, korábban Nușfalău, németül: Grossendorf, szászul Grussndref) település Romániában, Beszterce-Naszód megyében.

## Fekvése
A Mezőség északkeleti részén, Bethlentől 10 km-re délre, a Melles-patak két partján fekszik.

## Nevének eredete
Magyar nevének előtagja személynévi eredetű és az Apafi család egy 13. századi tagjára vonatkozhat, amit az 1269-es Cum Metis Apa Comites (a décsei határban) adat is megerősít. Először 1243-ban, Nogfalu alakban említették, előtagja elsőként 1334-ben tűnt fel: Appanagfalwa.

## Története
A 13–16. században az Apafi család birtoka volt, amely a faluról vette előnevét is.
1353-ban kijáratták Bálványos vára felőli határát, mert a várbeliek jogtalanul magukhoz csatolták annak egy részét. 1410-ben Apafi Miklós pert indított a bálványosi várurak ellen, mert azok Apanagyfalut és több környező települést elfoglaltak, az Apafiak tisztjeit megkínozták, jobbágyaikat megadóztatták és a halastavat lehalászták. 1413-ban Alsóoroszfalu birtokosai, Bethlen János, Miklós és Gergely ellene mondtak, hogy az Apafiak megjavítassák apanagyfalusi halastavukat, amely a gát átszakadásakor vetéseikben súlyos károkat okozott .
Apafi Mihály 1467-ben részt vett vett a Mátyás elleni lázadásban. Mátyás a következő évben ugyan megkegyelmezett neki és visszaadta apanagyfalusi birtokrészét, de jobbágyai időközben elszöktek. A király ezért elrendelte, hogy Apafi Mihály és Bethlen Antal elszökött jobbágyai kerestessenek meg és vitessenek vissza. 1476-ban a települést oppidumként említették. János Zsigmond 1564-ben tizenkét macedóniai sátoros cigányt adományozott Apafi Gergelynek.
1602-ben vagy 1603-ban Basta zsoldosai teljesen felégették, szőlőhegyét elpusztították. 1646-ban Apafi Istvántól a fejedelem elkobozta 22 jobbágyból és hét cigányból álló birtokrészét, mert levágta szakácsának füleit. 1661-ben valószínűleg Ali basa serege pusztította.
I. Apafi Mihály fejedelem és neje, Bornemissza Anna 1667-es végrendeletükben a bethleni Bethlen családot tették meg örökösükül. Legnagyobb birtokosa ezután a 18. század elejétől a 19. század közepéig a Bethlen, majd a Bánffy család volt.
A kuruc háborúk alatt ismét elpusztult. Ezután telepítettek addigi magyar lakossága mellé a nyugati falurészbe románokat. A falu románsága 1844-től volt görögkatolikus vallású.
1774-ben hídvámját is említették. 1815 és 1817 között az éhség miatt 12 magyar család vándorolt ki Bukovinába, ahol Andrásfalván telepedtek le. Többi lakosát is csak nagy összegű pénzsegéllyel sikerült maradásra bírni.
1853 őszétől a Bethlen-kastélyban közösen tanította a magyar és a román gyerekeket Benedek Miklós református és Iacob Moldovan görögkatolikus tanító. A két felekezet 1856-ig közösen épített iskolát, amelyet 1868-ig használtak. Ekkor indult meg a tanítás a reformátusok saját iskolájában.
Magyar lakossága a reformáció óta egységesen református vallású volt, 1865-ben azonban a lelkipásztorral támadt viszály miatt 19 család, a református egyházkközség egyharmada áttért a római katolikus vallásra. Fogarasy Mihály püspök a rákövetkező években templomot és iskolát is építtetett az új gyülekezet számára.
1876-ig Belső-Szolnok vármegyéhez tartozott, amikor az újonnan kialakított Szolnok-Doboka vármegye Bethleni járásához csatolták.
Zsidók a 19. század első felétől kezdve éltek Apanagyfaluban. 1917-ben zsinagógát is építettek maguknak. Az 1960-as években sok magyar lakója Vajdahunyadra, Lupényba, Petrozsényba és Nagybányára költözött.

## Népessége
- 1850-ben 747 lakosából 455 volt román, 229 magyar és 31 cigány nemzetiségű; 461 görögkatolikus, 247 református és 23 zsidó vallású.
- 1910-ben 1021 lakosából 570 volt román és 429 magyar anyanyelvű; 569 görögkatolikus, 296 református, 91 római katolikus és 62 zsidó vallású.
- 2002-ben 1004 lakosából 773 volt román és 224 magyar nemzetiségű; 741 ortodox, 153 református, 53 adventista, 29 római katolikus és 19 görögkatolikus vallású.

## Nevezetességek
- Református temploma a 15. század második harmadában épült és eredetileg az Apafi család kastélyához tartozott. 1715-ben Kemény Jánosné Teleki Anna romjaiból építette újra, majd 1750-ben ismét javították. Mellette 18. századi harangláb áll.
- A református templom mellett egy  Bolyai Jánost ábrázoló mellszobrot avattak fel 2006-ban. A szobor Vlad Prună szobrász munkája.  Bolyai Farkas anyai nagyanyja felmenői éltek Apanagyfaluban.
- A régi ortodox templom 1812-ben, a római katolikus temploma 1866–1870-ben épült.
- A községháza a Bánffy Ferenc által építtetett kúriában működik.
- Volt Bethlen-kúria.
- Szent Gellértnek szentelt középkori templomának alapjai a Bőd felé vezető út mellett. Valószínűleg a 17. század elején pusztult el.
- Zsidó temető.
- Határában 1991-ben ortodox kolostor épült.

## Híres emberek
- Itt született 1869-ben Bánffy Ferenc mecénás.
- Itt született 1881-ben Röszler Károly mezőgazdász.
- A községben született, Almásmálom faluban 1912-ben Andrási Márton színész.

## Képek

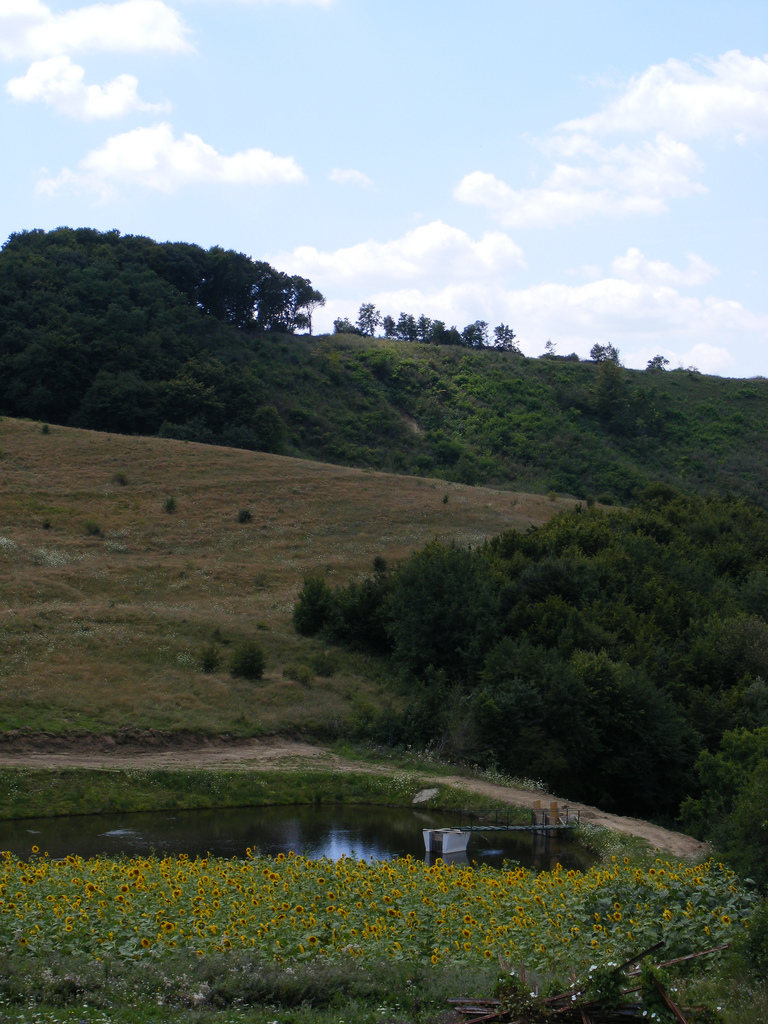
Táj Apanagyfalu közelében